# Eutypa leioplaca
Eutypa leioplaca är en svampart som först beskrevs av Elias Fries, och fick sitt nu gällande namn av Mordecai Cubitt Cooke 1871. Eutypa leioplaca ingår i släktet Eutypa och familjen Diatrypaceae.  Arten är reproducerande i Sverige. Inga underarter finns listade i Catalogue of Life.